# Балка Крива
Балка Крива — балка (річка) в Україні у Старобешівському районі Донецької області. Ліва притока річки Кальміусу (басейн Азовського моря).

## Опис
Довжина балки приблизно 11,66 км, найкоротша відстань між витоком і гирлом — 9,16  км, коефіцієнт звивистості річки — 1,27 . Формується декількома балками та загатами.

## Розташування
Бере початок на південно-західній стороні від селища Верхньоосикове. Тече переважно на південний захід через село Чумаки, далі тече через село Горбатенко і на східній околиці селища Старобешеве впадає у річку Кальміус.

## Цікаві факти
- У XX столітті на балці існували молочно-тваринні ферми (МТФ) та газова свердловина[4].